# Luzio Dolci
Luzio Dolci o Lucio Dolce (... – Casteldurante, 30 ottobre 1591) è stato un pittore italiano della fine del XVI secolo attivo a Casteldurante in provincia di Pesaro e Urbino nella regione Marche.

## Biografia
Luzio era nato in una famiglia di artisti: il nonno Bernardino e il padre Ottaviano erano stuccatori. Luzio fiorì nel 1589, ed è ricordato per le sue pale d'altare e altri dipinti realizzati nelle chiese locali. Collaborò con Giustino Episcopio alla pittura per la chiesa di Santo Spirito ad Casteldurante.
Si dice che fosse stato alle dipendenze del Duca di Urbino. Eseguì molte opere anche a Roma, dove risiedette per qualche tempo. Esistono poche fonti su di lui, sebbene sia spesso menzionato con encomio.
Suo figlio e suo nipote erano Ottavio (pittore e stuccatore) e Bernardo Dolce (pittore). Suo nipote, da parte della sorella, Agostino Apollonio di Sant'Angelo in Vado, fu un importante pittore locale.